# Дворецкий, Джан Петрович
Джан Петрович Дворецкий (8 августа 1938, Ленинградская область — 13 сентября 2021) — российский физиолог, специалист по физиологии кровообращения и дыхания. Член-корреспондент РАН (2003), доктор медицинских наук (1978), профессор. Директор Института физиологии им. И. П. Павлова РАН (1995—2015).

## Биография
Родился 8 августа 1938 года в городе Демянске Ленинградской области (ныне — Новгородская область) .
Окончил 1-й Ленинградский медицинский институт (1962), врач-лечебник.
С 1963 по 1985 г. — научный сотрудник отдела общей физиологии Института экспериментальной медицины АМН СССР (Ленинград).
В 1967 году защитил кандидатскую диссертацию на тему «Рефлекторные отношения сосудов малого и большого кругов кровообращения».
В 1978 году защитил докторскую диссертацию на тему «Механизмы оптимизации гемодинамики и газообмена в лёгких».
С 1985 по 2015 год — в Институте физиологии имени И. П. Павлова РАН, где прошел путь от заведующего лабораторией физиологии кровообращения до директора (с 1995 года, заместитель с 1988 года).
В 1998—2014 годах — президент фонда им. академика И. П. Павлова.
Автор более 250 научных публикаций, 3 монографий.

## Научная деятельность
Внес существенный вклад в расшифровку механизмов рефлекторных отношений сосудов малого и большого кругов кровообращения, экспериментально обосновал новые представления о детерминантах транскапиллярного обмена жидкости в легких. Им обнаружена оксигенация крови в артериолах и мелких артериях легких, что позволило пересмотреть сложившуюся концепцию о легочных капиллярах, как единственном участке кровеносной системы, в котором происходит насыщение крови кислородом. Выявленный феномен является ключом к пониманию причины сохранения высокого уровня оксигенации крови при больших увеличениях минутного объёма кровообращения, например, при мышечной работе.
Доказал существование авторегуляции газообменной функции легких как следствие непрерывного перераспределения в них локальных вентиляционно-перфузионных отношений, направленных на оптимизацию газового состава и кислотно-основного баланса крови.
Установил важную роль частоты и амплитуды пульсовых колебаний сосудистой стенки в формировании её тонуса, выявил особенности в реактивности сосудов на нервные, гуморальные и физические стимулы у млекопитающих с устойчивой артериальной гипертензией. Он показал, что в реализации механогенных реакций кровеносных сосудов большое участие принимает синтезируемая эндотелием окись азота, которая воздействуя на сосудистые миоциты, формирует, в частности, характер и величину рабочей и реактивной гиперемии в органах и тканях.

## Научно-организационная деятельность
- член Бюро Отделения биологических наук РАН;
- член Президиума Санкт-Петербургского научного центра РАН;
- член проблемной комиссии Научного совета РАН по физиологическим наукам;
- член редколлегий «Журнала эволюционной биохимии и физиологии» РАН, «Actaphysiol.hung»,"Регионарное кровообращение и микроциркуляция";
- член Правления Санкт-Петербургского общества физиологов, биохимиков и фармакологов;
- член Комитета по физиологии вегетативной нервной системы Международного союза физиологических наук.

## Награды
- Медаль ордена «За заслуги перед Отечеством» II степени (1999)[5]